# Луполово (Сахалинская область)
Луполово — упразднённое село в Охинском районе Сахалинской области. На момент упразднения входило в состав Рыбновского сельсовета. Исключено из учётных данных не ранее 2004 года. 

## География
Располагалось на северо-западе области, на побережье Охотского моря, в устье реки Романовка, на расстоянии приблизительно в 10 км (по прямой) к юго-востоку от села Рыбновск.

## История
По данным на 1926 года Лупполово состояло из 29 хозяйств. В административном отношении входила в состав являлось административным центром Луполовского сельсовета Рыбновского района Сахалинского округа Дальневосточного края. По данным на 1937 год селение являлось административным центром Луполовского сельсовета Рыбновского района. 
Постановлением Администрации Сахалинской области от 17.06.2004 № 84-па посёлок Луполово преобразован в село.

## Население
| 1926 | 1937 | 2002 |
| ---- | ---- | ---- |
| 125  | ↗192 | ↘29  |

По данным на 1926 год русские проживали в 83 % хозяйств.
Согласно результатам переписи 2002 года, в национальной структуре населения нивхи составляли 72 %.